# اوتو
اوتو در زبان سومری (اود-UD) در اکدی شاماش یا شامشی به معنی خدای خورشید و دادگستری است. در اسطوره‌های سومری اوتو پسر خدای ماه، سین، و خدابانو نینگال است. برادر و خواهرانش ایشکور و اینانا و اریشکیگال می‌باشند.
اوتو از کوه‌های خاوری بالا می‌آید و از کوه‌های باختری پائین می‌رود.
شمش اکدی برابر است با اوتو.

## در دیگر زبان‌ها
اوتو تلفظ اکدی واژه سومری اود است. معمولاً /د/ سومری به /ت/ اکدی تبدیل می‌شود و /و/ پسوند نام نگاری اکدی است.